# Photographie rapide
La photographie rapide (également connue sous l'appellation anglaise high speed photography et son équivalent francisé « photographie haute vitesse ») est une approche technique répondant à deux enjeux : une durée d'exposition aussi courte que possible et un déclenchement précis dans le temps pour le synchroniser avec le phénomène à saisir. Le but est de capter des phénomènes trop rapides pour être perçus à l'œil nu.

## Durée d'exposition
Plus un sujet photographique se déplace rapidement et plus le flou de mouvement dégradera la netteté de l'image, ceci d'autant plus que le facteur d'agrandissement est important.
Les appareils grand public affichent des durées d'exposition minimum comprises entre 1/2000 et 1/8000 de seconde (0,5 milliseconde et 0,12 milliseconde), ce qui est trop long pour saisir une balle d'arme à feu par exemple.

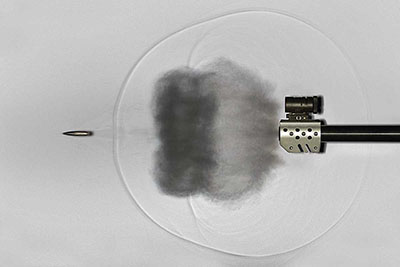
Le bruit de la mise à feu d’une arme est si puissant que l’air est localement fortement compressé. Cet air plus dense provoque une déviation des rayons lumineux. La ligne noire en arc de cercle est le « mur du son ». La balle, qui se déplace à 800 mètres par seconde, est plus rapide que le son dont la vitesse est de 340 mètres par seconde. Ainsi la balle devance l’onde de choc : elle est supersonique.

Pour figer un sujet rapide, il faut utiliser un flash électronique relié à l'appareil photographique. Réglé à sa puissance minimale, celui-ci va produire un éclair de 1/40 000 de seconde (0,025 milliseconde). La lumière ambiante doit être négligeable par rapport à cet éclair. La photographie ne sera prise que pendant l'éclairage du sujet, c'est-à-dire pendant l'éclair, même si la durée d'exposition, tributaire des limites mécaniques de l'obturateur, est beaucoup plus longue (durant le reste du temps, l'appareil ne capte rien).

## Précision du déclenchement

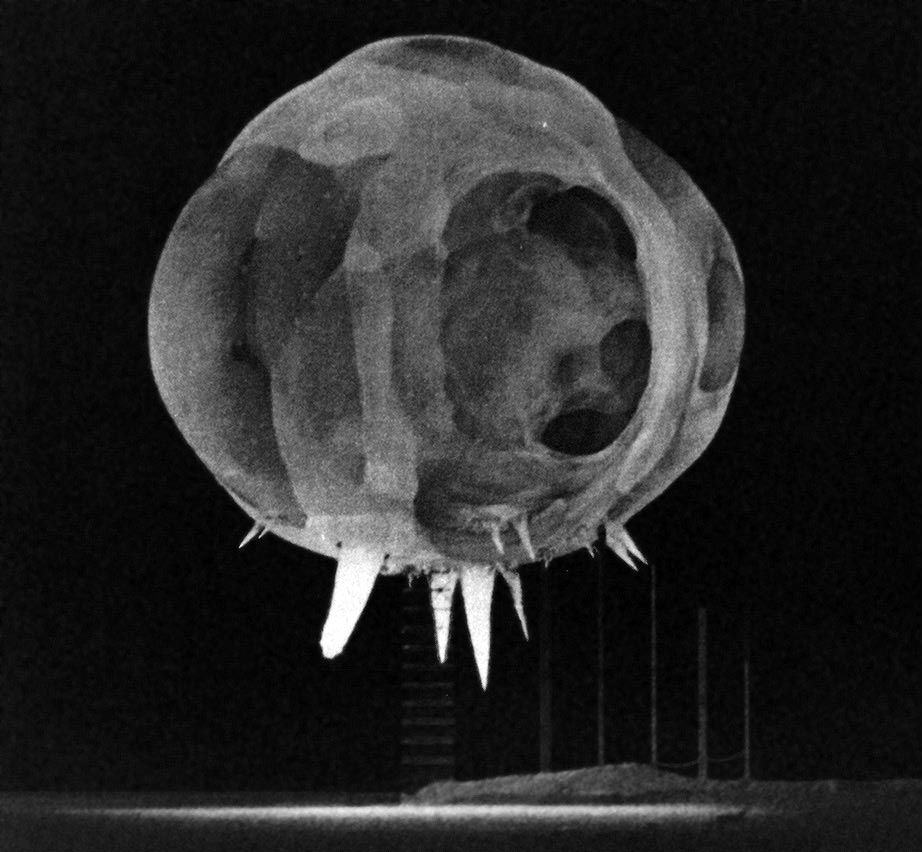
Explosion nucléaire photographiée moins d'une milliseconde après détonation grâce à l'appareil photo Rapatronic d'Harold Edgerton. La boule de feu fait environ 20 m de diamètre.

Au moment du déclenchement, une série d'automatismes s'exécute : mesure de lumière, mise au point, relevage du miroir (pour un reflex) et ouverture de l'obturateur. Le délai entre l'impulsion donnée au déclencheur et l'ouverture complète de l'obturateur rend aléatoire la synchronisation de la photographie et du phénomène que le photographe souhaite saisir. La technique de l'open flash permet de contourner cette limitation technique : l'obturateur de l'appareil placé dans une pièce obscure reste ouvert pendant plusieurs secondes. Il ne reste qu'à déclencher le flash dès réception d'un stimulus (sonore, lumineux, contact, etc.) correspondant au phénomène à capter. Le temps de réponse d'un circuit électronique étant des milliers de fois plus petit que celui d'un système mécanique, la photo peut être prise avec un retard de seulement une microseconde (0,001 milliseconde) pour les meilleures solutions du marché.

## Historique
Les pionniers de la photographie rapides sont Eadweard Muybridge et Étienne-Jules Marey à la fin du XIXe siècle ; l'absence d'obturateur mécanique favorisait alors le recours à l'éclairage pour définir la durée d'exposition. L'ingénieur américain Harold Eugene Edgerton a démocratisé le flash stroboscopique (alternance de phases lumineuses et de phases obscures) entre les années 1940 et 1970, permettant un accès plus large du public à cette technique de photographie.

## Livres
L'album photographique ConSciences, voyage aux frontières de l'entendement (2013) passe en revue le travail de Jacques Honvault, spécialiste français des prises de vue rapides. Il présente des exemples de réalisations et aborde notamment les aspects techniques. 